# Поляковська сільська рада (Учалинський район)
Поляко́вська сільська рада (рос. Поляковский сельский совет) — муніципальне утворення у складі Учалинського району Башкортостану, Росія. Адміністративний центр — село Поляковка.

## Населення
Населення — 1012 осіб (2019, 1087 в 2010, 1244 в 2002).

## Склад
До складу поселення входять такі населені пункти:
| Населений пункт | Населення, осіб (2002) | Населення, осіб (2010) |
| --------------- | ---------------------- | ---------------------- |
| Вознесека, село | 450                    | 410                    |
| Поляковка, село | 794                    | 677                    |